# Laura Abram
Laura Abram, slovenska profesorica in kulturna delavka, * 7. februar 1919, Trst, † 26. februar 2001, Trst.

## Življenje in delo
Laura Abram (tudi Abrami) se je rodila v Trstu v družini odvetnika Josipa Abrama, mati je bila Ljudmila (rojena Cerkvenič). Srednjo šolo je obiskovala v rojstnem mestu, maturirala je najprej na italijanskem učiteljišču G. Carducci (1937) in nato na klasičnem liceju F. Petrarca (1938) iz Trsta. Iz klasične filologije je leta 1941 diplomirala na Università Cattolica del Sacro Cuore v Milanu. Profesorski izpit iz literarnih ved je opravila leta 1949, ravnateljski izpit za srednje šole leta 1963, za slovenske liceje in učiteljišča pa leta 1973. Poučevala je na raznih slovenskih in italijanskih srednjih šolah. Med leti 1954–55 je bila svetovalec za slovenske šole na Ravnateljstvu za javno šolstvo v Trstu; več let je bila v komisiji za nastavitve profesorjev, za izdajo šolskih knjig in v raznih drugih šolskih odborih. V šolskem letu 1966–67 je bila poverjena ravnateljica na učiteljišču A. M. Slomšek, od  leta 1955 na liceju, v dvoletju 1965–67 tudi redna ravnateljica na srednji šoli sv. Cirila in Metoda v Trstu. Leta 1973 je postala ravnateljica liceja France Prešeren v Trstu do upokojitve.
Laura Abram je bila med ustanovitelji Društva slovenskih izobražencev v Trstu in več let njegova predsednica. Bila je med organizatorji Študijskih dnevov Draga. Leta 1946 je v Trstu ustanovila krožek Slovenskih katoliških akademičark iz katerega se je razvila Slovenska Vincencijeva konferenca, ki je dobila leta 1951 škofijsko priznanje kot osrednja škofijska organizacija, od leta 1972 pa je pravna ustanova. Za svoje socialno delo je prejela papeško odlikovanje Pro Ecclesia et Pontifice. Od leta 1966 je bila tajnica in članica ožjega odbora v tržaškem škofijskem pastoralnem svetu.
Napisala je tudi dva učbenika: Latinska vadnica za srednje šole I. del (Trst, 1949) in Latinsko vadnico in slovnico za II. razred nižjih srednjih šol (Trst, 1951).